# Godehard Joppich
Godehard Joppich (* 10. Dezember 1932 in Breslau als Reinhard Joppich; † 19. Dezember 2024 in Rodenbach bei Hanau) war ein deutscher römisch-katholischer Priester, ehemaliger Benediktiner, Theologe, Kantor und Professor.

## Leben
Godehard Joppich wurde in Breslau geboren und wuchs nach der Vertreibung aus seiner schlesischen Heimat in Bayern auf. Nach seinem Schulabschluss trat er in die Benediktinerabtei Münsterschwarzach ein. Er studierte Philosophie, Theologie und Kirchenmusik in Rom, unter anderem am Päpstlichen Institut für Kirchenmusik. Er wurde in Dogmatik zum Doktor der Theologie promoviert, empfing die Priesterweihe und war von 1970 bis 1989 erster Kantor in der Abtei Münsterschwarzach. 1990 schied Joppich aus dem Benediktinerorden aus. Er lebte in Rodenbach bei Hanau (Hessen).
Von 1973 bis 1980 lehrte er Gregorianischen Choral und Liturgik an der Musikhochschule München. Von 1980 bis 1993 war er der erste hauptamtliche Professor für Gregorianik an der  Folkwang-Hochschule Essen. Mit seinen Internationalen Essener Sommerkursen hatte er großen internationalen Erfolg.
Godehard Joppich starb kurz nach seinem 92. Geburtstag in Rodenbach bei Hanau.

## Wirken
In Rom lernte Joppich den französischen Benediktinerpater Eugène Cardine kennen. Seit den 1950er Jahren lehrte Cardine in Rom das Fach Gregorianischen Choral. Cardine gilt als Begründer der Gregorianischen Semiologie, die auf der Lehre von der Interpretation der Gesänge nach den frühmittelalterlichen Handschriften aufbaute. Joppich wurde Schüler Cardines und damit zu einem bedeutendsten Erforscher und Interpreten des Gregorianischen Chorals in Europa. Ab dem Jahre 1968 widmete er sich auch der Komposition liturgischer Gesänge in deutscher Sprache im gregorianischen Stil. Joppich war u. a. Mitverfasser des Deutschen Antiphonale von Münsterschwarzach und des Antiphonale zum Stundengebet. Er gehörte zur Gründergeneration der AISCGre (Internationale Gesellschaft für Studien des Gregorianischen Chorals).

## Ehrungen und Auszeichnungen
- 2002: Orlando-di-Lasso-Medaille des Allgemeinen Cäcilien-Verbands für Deutschland
- 2007: Ehrendoktorwürde in Musikwissenschaft der Folkwang-Hochschule
- 2018: Preis der Europäischen Kirchenmusik[5]

## Bekannte Alumni
- Stefan Klöckner (* 1958), katholischer Theologe und Musikwissenschaftler. Nachfolger Joppichs als Professor für Gregorianik an der Folkwang-Universität der Künste Essen.
- Barbara Stühlmeyer (* 1964), katholische Theologin, Musikwissenschaftlerin, Kirchenmusikerin und Wissenschaftsjournalistin.

## Schriften (Auswahl)
- Salus Carnis. Eine Untersuchung in der Theologie des hl. Irenäus aus Lyon (= Münsterschwarzacher Studien. Band 1). Vier Türme Verlag, Münsterschwarzach 1965.
- mit Rhabanus Erbacher, Johannes Berchmans Göschl, Albert Schramm: Deutsches Antiphonale I: Für die Sonntage und Wochentage des Kirchenjahres. Vier Türme Verlag, Münsterschwarzach 1972, ISBN 3-87868-084-8.
- mit Rhabanus Erbacher, Johannes Berchmans Göschl, Polykarp Uehlein: Deutsches Antiphonale II. Für die Festtage des Kirchenjahres und die Feste der Heiligen. Vier Türme Verlag, Münsterschwarzach 1972, ISBN 3-87868-055-4.
- mit Rhabanus Erbacher: Deutsches Antiphonale III. Vigiliar – Mit einer Auswahl lateinischer Responsorien. Vier Türme Verlag, Münsterschwarzach 1974, ISBN 3-87868-057-0.
- Festtags-Antiphonale. Vier Türme Verlag, Münsterschwarzach 1976, ISBN 3-87868-088-0.
- Evangelisches Tagzeitenbuch. Vier Türme Verlag, Münsterschwarzach 1998, ISBN 3-87868-134-8.
- mit  Johannes Sell: Cantica. Biblische Gesänge mit Antwortrufen. Vier Türme Verlag, Münsterschwarzach 2007, ISBN 978-3-87868-669-9,
- Gregorianische Semiologie. La Froidfontaines, Solesmes 2010, ISBN 2-85274-049-4 (Wiederauflage Eugène Cardine)
- Cantate canticum novum – Gesammelte Studien anlässlich des 80. Geburtstages von Godehard Joppich. Vier Türme Verlag, Münsterschwarzach 2013, ISBN 978-3-89680-817-2.
- mit Christa Reich, Johannes Sell: Preisungen: Psalmen mit Antwortrufen. Vier Türme Verlag, Münsterschwarzach 2024, ISBN 978-3-89680-948-3.
- Gregorianik in Geschichte und Gegenwart – Eine Lehrschau von Godehard Joppich. Vier Türme Verlag, Münsterschwarzach 2024, ISBN 978-3-89680-816-5.